# 赫尔辛基高级中学
赫尔辛基高级中学（Helsinge gymnasium）是位于芬蘭万塔迪孔拉赫蒂大区赫尔辛基教区教堂村的一所瑞典语授课高级中学。2018年该校共有138名学生就读。

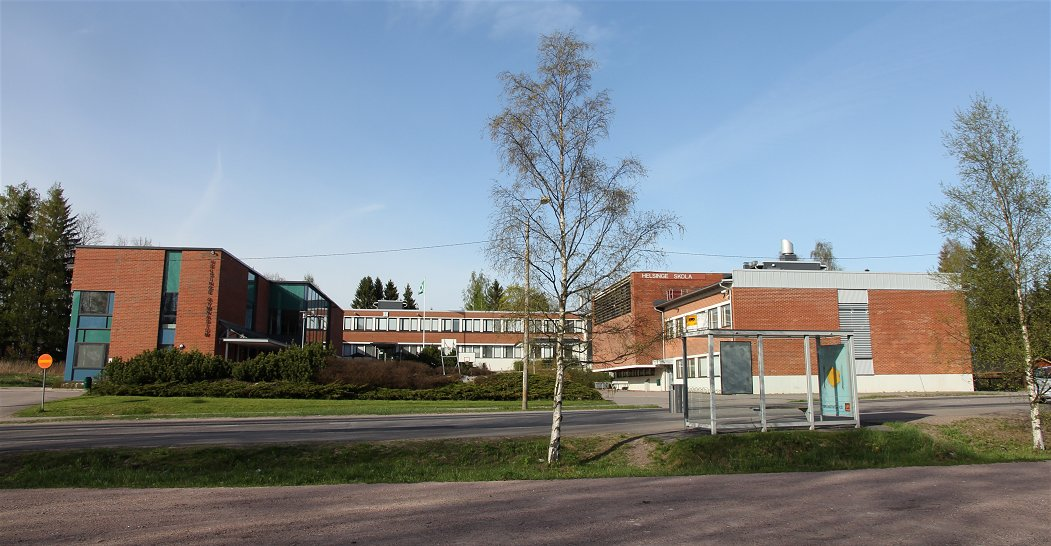
与赫尔辛基高级中学共用校舍的赫尔辛基学校（瑞典语初中），其多数毕业生会升入同校高中部。

该校前身为1963年成立的瑞典语综合学校Helsinge svenska samskola，初期使用临时校舍，1967年迁入现址。1968年首届初中生毕业时，学校获得高中办学资格。首批高中生于1971年毕业。1975年校舍扩建新翼。1977年芬兰实行综合学校改革后，原校分设为初中部赫尔辛基学校和高中部（现名）。1993年校园内增建露天凉亭。
学校提供瑞典语（母语）、芬兰语（第二母语）、西班牙语、汉语、法语和德语课程。校园与初中部共享场地。
例如2013年春季有37名毕业生，2015年春季共有43名考生参加大学入学考试。在STT2020年春季高中评估中，该校在少于50名考生的高中里排名全国第8，体现其教学质量。该评估通过对比学生入学成绩与三年后毕业考试成绩衡量学业进步。STT2022年末评估中，该校以约50名考生规模升入"大型高中"类别，位列全国第2名。